# 軽巡洋艦
軽巡洋艦（けいじゅんようかん、Light Cruiser）は、軍艦の一種。

## 概要
軽巡洋艦は防護巡洋艦の後継として登場した、火砲を主兵装とし、軽度な舷側装甲を施した比較的小型の巡洋艦をいう。日本語では軽巡と省略される場合もある。
「軽巡洋艦」とは「軽装甲巡洋艦」（Light Armoured Cruiser）の略であり、後に巡洋戦艦に発達した装甲巡洋艦と対置される。
その名前から軽巡洋艦と対をなす重巡洋艦（Heavy Cruiser）は、第一次世界大戦後のワシントン海軍軍縮条約の結果として軽巡洋艦から派生したものである。
世界共通の「重巡洋艦」と「軽巡洋艦」を区別する基準が生まれたのは後述するロンドン海軍軍縮条約において以降であり、それまでは各国海軍が独自の基準で「重巡洋艦」と「軽巡洋艦」を区別していた（日本における一等巡洋艦と二等巡洋艦の区別においてもしかりである）か、あるいは区別がなく単に「巡洋艦」であった。

## 歴史

### 軽装甲巡洋艦の登場
艦船用機関の出力が乏しかった19世紀には、小型の戦闘艦に装甲を施すことは困難であり、装甲を備えた比較的大型の装甲巡洋艦と、舷側装甲の代わりに機関室の上の甲板を装甲して（防護甲板という）、舷側防御は石炭庫によって代用させる比較的小型の防護巡洋艦が別個に建造された。その後20世紀に入り、タービンや水管式ボイラーの発達、石油燃料の一般化などによって機関の高出力化、および石炭庫による防御の非現実化という状況が発生したため、舷側に軽度の装甲を施した軍艦が防護巡洋艦に代わって登場する。これが軽装甲巡洋艦、すなわち軽巡洋艦である。
この定義に基づく艦はイギリスでは1911年に竣工したチャタム級、アメリカでは1908年に竣工したチェスター級偵察巡洋艦以降であるが、本格的な軽巡洋艦のスタイルを決定づけたのはイギリスのアリシューザ級（1914年竣工）である。アリシューザ級は常備排水量はわずか3,750トンに過ぎないが、水線部に最大3インチ（76mm）の装甲を施しており、石油専焼缶による蒸気タービン推進で28.5ノットの高速を発揮して「艦隊の目」としての地位を確立した。
「軽装甲巡洋艦」の名の通り、軽度だが装甲を備える艦が軽巡洋艦である。ホーキンス級は排水量・艦砲の口径ともに装甲巡洋艦に匹敵する大型艦であるが、装甲厚はアリシューザ級と当程度であり、建造当初は軽巡洋艦として分類された。

### 軍縮条約と軽巡洋艦
巡洋艦の位置づけは第一次世界大戦後の軍縮条約によって大きく変化した。1921年のワシントン海軍軍縮条約は主力艦(戦艦および巡洋戦艦)の保有・建造の制限を主目的とし、巡洋艦を基準排水量10,000トン以下で砲口径8インチ(203mm)以下のものと定義して保有制限の対象外に置いた。しかし、このことが巡洋艦に準主力艦としての地位を与える結果となり、今度は、基準排水量10,000トンと砲口径8インチ(203mm)の上限一杯の巡洋艦(条約型巡洋艦といわれる)の建艦競争が始まることとなった。
これをさらに制限しようとしたのが1930年のロンドン海軍軍縮条約である。ロンドン条約では、砲口径6.1インチ(155mm)超過8インチ(203mm)以下の巡洋艦を「カテゴリーA」、砲口径6.1インチ(155mm)以下の巡洋艦を「カテゴリーB」と定義した。以後、前者を重巡洋艦(Heavy Cruiser)、後者を軽巡洋艦(Light Cruiser)とする呼称が一般的となった（日本では条約の「A、B」が「甲、乙」と訳されたため、当時は甲巡、乙巡とも呼ばれた）。どちらの場合もワシントン条約と同じく基準排水量10,000トン以下とされた。
概要で述べた通り、元来、軽巡洋艦と装甲巡洋艦が対をなす存在であった。しかし、軍縮条約の頃には装甲巡洋艦は過去の艦種となり、軽巡洋艦と重巡洋艦が対をなす存在となった。ただし、軽巡洋艦と重巡洋艦を区分する際の基準が砲口径のみであったため、その名に反して、軽巡洋艦の方が「重く」、重巡洋艦の方が「軽い」場合もある。事実、日・米・英の三ヶ国が基準排水量10,000トンの上限一杯になるように建造した大型の軽巡洋艦は一部の重巡洋艦を基準排水量で凌駕していた。
また、日本では155mm砲装備の軽巡洋艦として他国に通告して建造開始した艦において、その計画段階から条約脱退後は203mm砲に換装することが予定されていたものがあり、この換装予定は機密事項であった。最上型重巡洋艦は、これに従い155mm三連装主砲塔を持つ姿で竣工し、条約脱退後に203mm連装砲に換装した。利根型重巡洋艦は、建造途中に条約脱退したため、竣工時点で203mm連装砲を装備した。どちらにおいても日本は203mm連装砲への換装を他国に通告しておらず、公式の分類上は第二次世界大戦終戦まで軽巡洋艦(二等巡洋艦)であり続けた。

### 第二次世界大戦後
第二次世界大戦後、誘導ミサイルの発達とともに、当時まだ大型だったミサイル装置のプラットフォームとして多くの重巡洋艦・軽巡洋艦が転用され、ミサイル巡洋艦となった。そのため、主砲の意義も相対的に低下した。その後、新規に建造される巡洋艦のほとんどはミサイル巡洋艦となり、主砲口径によって定義される「軽」巡洋艦という艦種は自然消滅していった。
これと同時に巡洋艦と駆逐艦の区別もあいまいになり、例えばスプルーアンス級駆逐艦を元にミサイル装備を強化した派生型がタイコンデロガ級ミサイル巡洋艦として巡洋艦扱いされる事態も生じている。

## 各国の軽巡洋艦

### 日本
日本の軽巡洋艦は来るべき艦隊決戦の際に水雷戦隊を率いる旗艦として戦うことを主目的とした点に特徴がある。みずからも水雷戦に加わるため魚雷の発射能力が重視された。大正期にいわゆる5500トン型が多数整備されたあと、第二次大戦期まで建造が途切れた。
特異な存在として潜水戦隊旗艦として計画された大淀、重巡洋艦の役割を持ちながら条約の制限により軽巡洋艦として計画された最上型、利根型がある。艦名はいずれも川の名である。
太平洋戦争開戦時には5500トン型各艦は旧式艦になりつつあり、また水雷戦隊の戦術として「夜陰に乗じて戦艦を中心とする敵主力艦隊に肉薄を図り、最初に接敵するであろう敵の護衛部隊は主砲火力をもって制圧した後に主力に魚雷攻撃を行う」と転じたため、主砲火力を強化した阿賀野型の建造を行った。
ちなみに日本海軍の正式な分類では、軽巡洋艦ではなく二等巡洋艦（対して重巡洋艦は一等巡洋艦）である。
- 天龍型軽巡洋艦 2隻（1919年）：1番艦の竣工年（以下同じ）
- 球磨型軽巡洋艦 5隻（1920年）
- 長良型軽巡洋艦 6隻（1922年）
- 川内型軽巡洋艦 3隻（1924年）
- 夕張（1923年）
- 阿賀野型軽巡洋艦 4隻（1942年）：引き続き水雷戦を主眼として設計・建造されたが、既に航空機と航空母艦が主力兵器の座にある時代に移り変わっており、艦隊として新型艦に求める能力は敵航空機の脅威から艦隊を守る防空能力であって阿賀野型は実情にそぐわない艦となってしまった。詳細は阿賀野型軽巡洋艦。
- 大淀 （1943年）
- 寧海級巡洋艦 1隻（1931年）：中華民国海軍が建造した軽巡洋艦「寧海」、「平海」の2隻は1937年に大日本帝国海軍に鹵獲され、それぞれ「五百島」、「八十島」と改名し、海防艦として運用された。1944年、2隻は軽巡洋艦に変更される予定であったが、五百島は直前に戦没し、八十島のみが大日本帝国海軍所属の軽巡洋艦として運用された。
- 最上型重巡洋艦 4隻（1935年）：二等巡洋艦（軽巡洋艦）として建造され、203mm砲に換装後も公式には最後までそのままだった。
  - 鈴谷型重巡洋艦：ボイラー数の変更があった。
- 利根型重巡洋艦 2隻（1938年）：二等巡洋艦（軽巡洋艦）として計画され、203mm砲を装備して竣工後も公式には最後までそのままだった。
- 香取型練習巡洋艦 3隻（1940年）

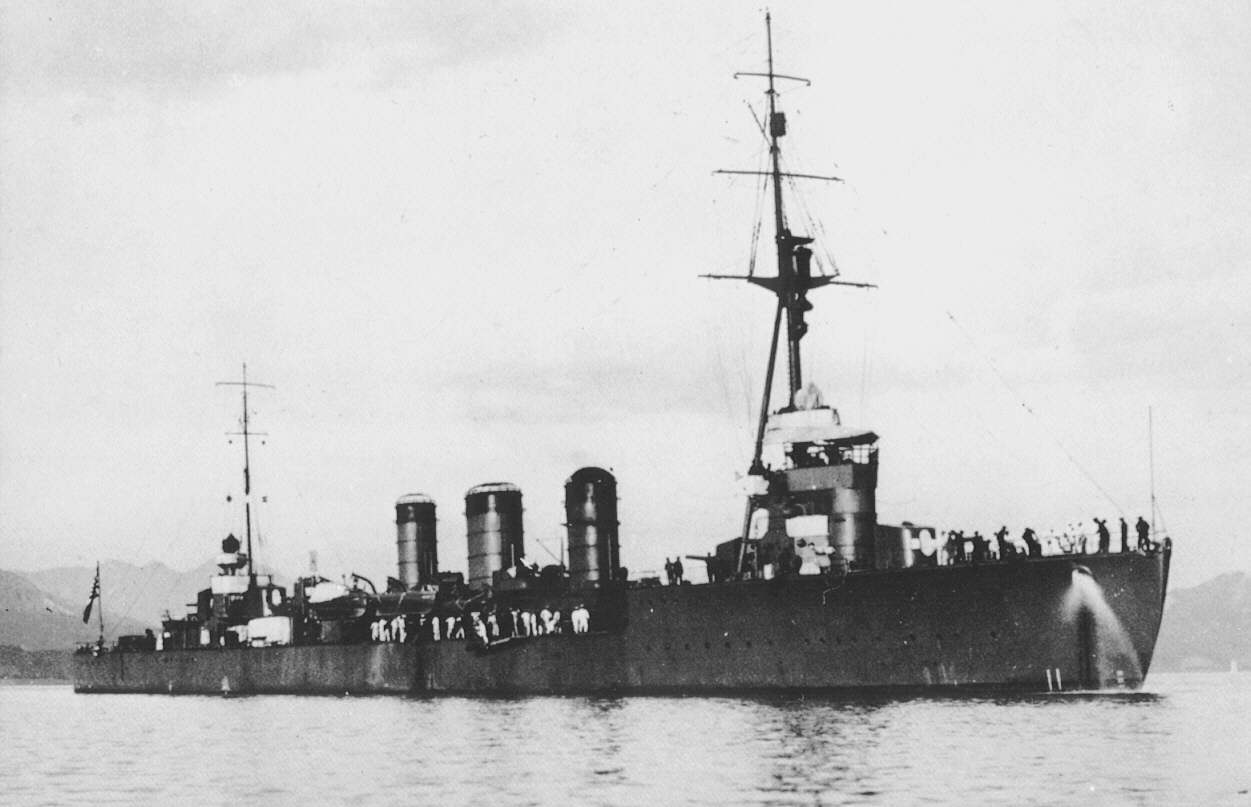
天龍
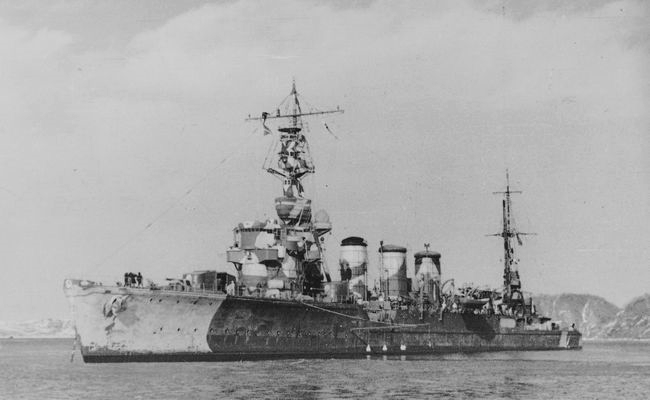
多摩
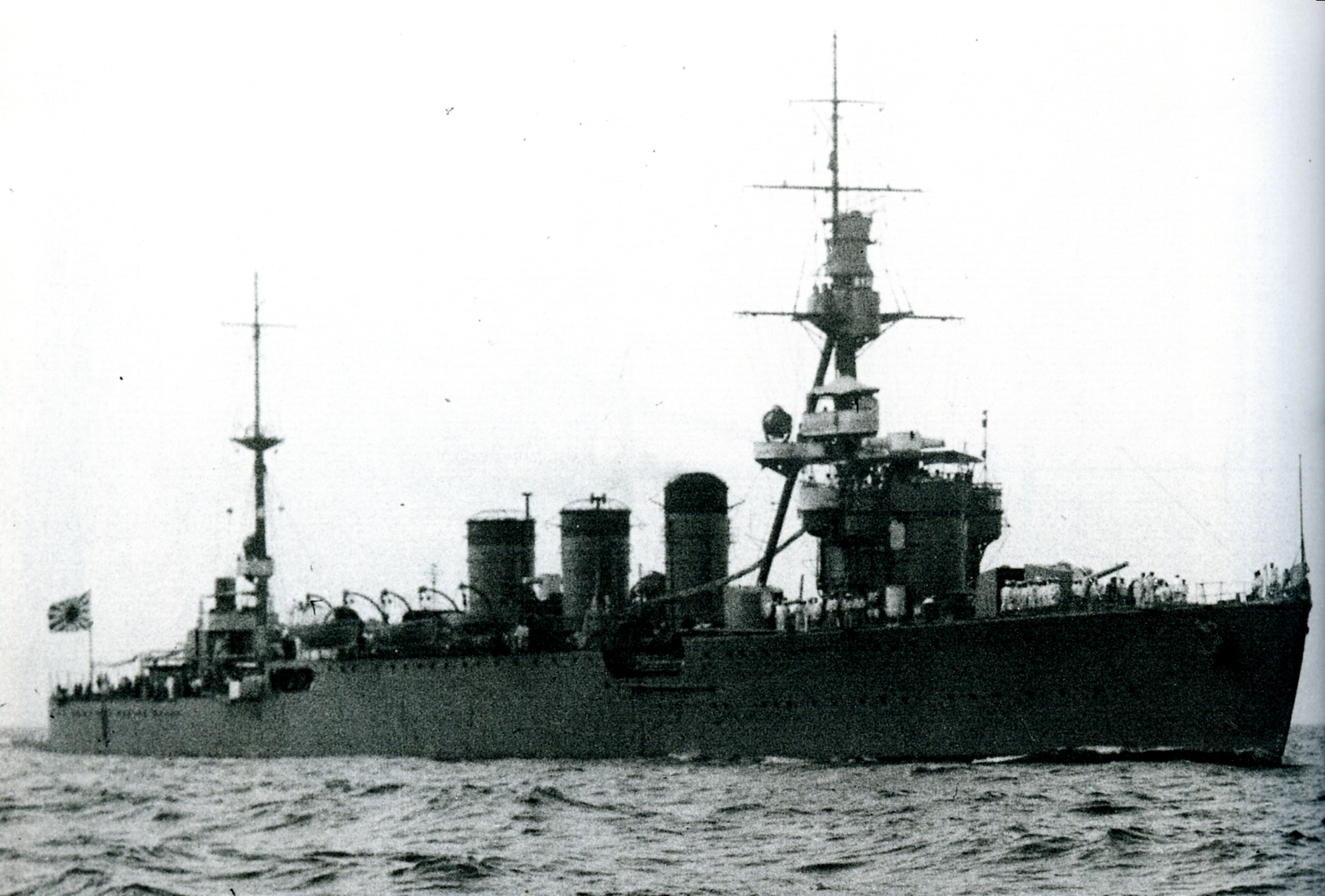
北上
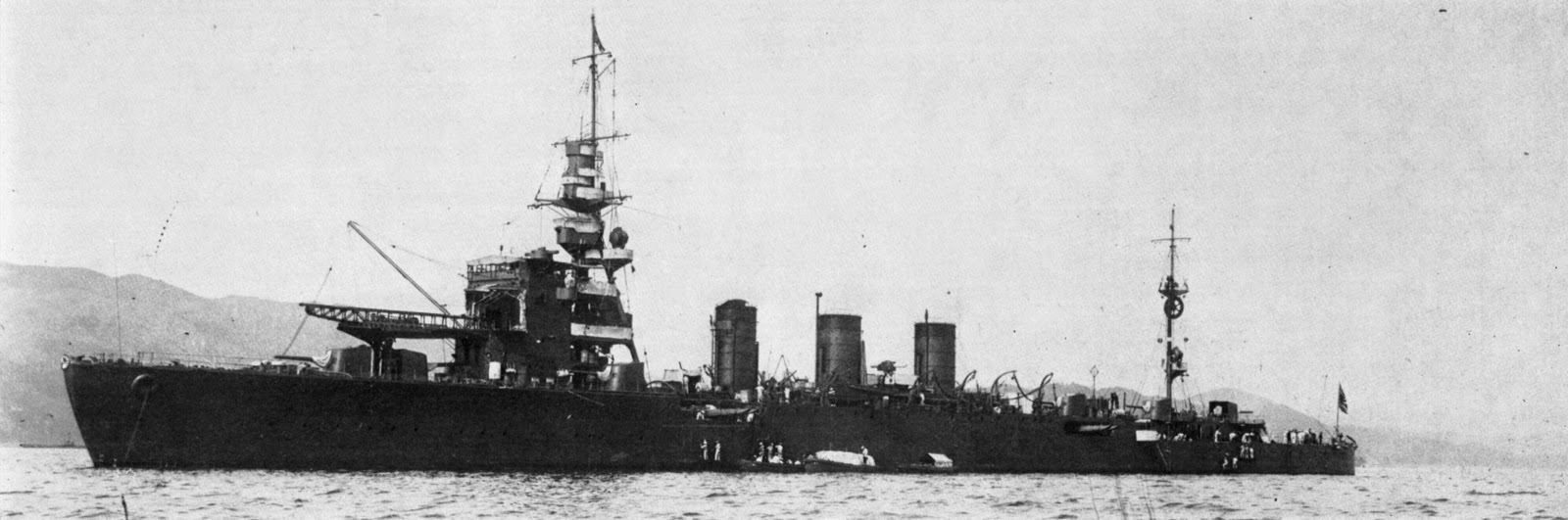
鬼怒
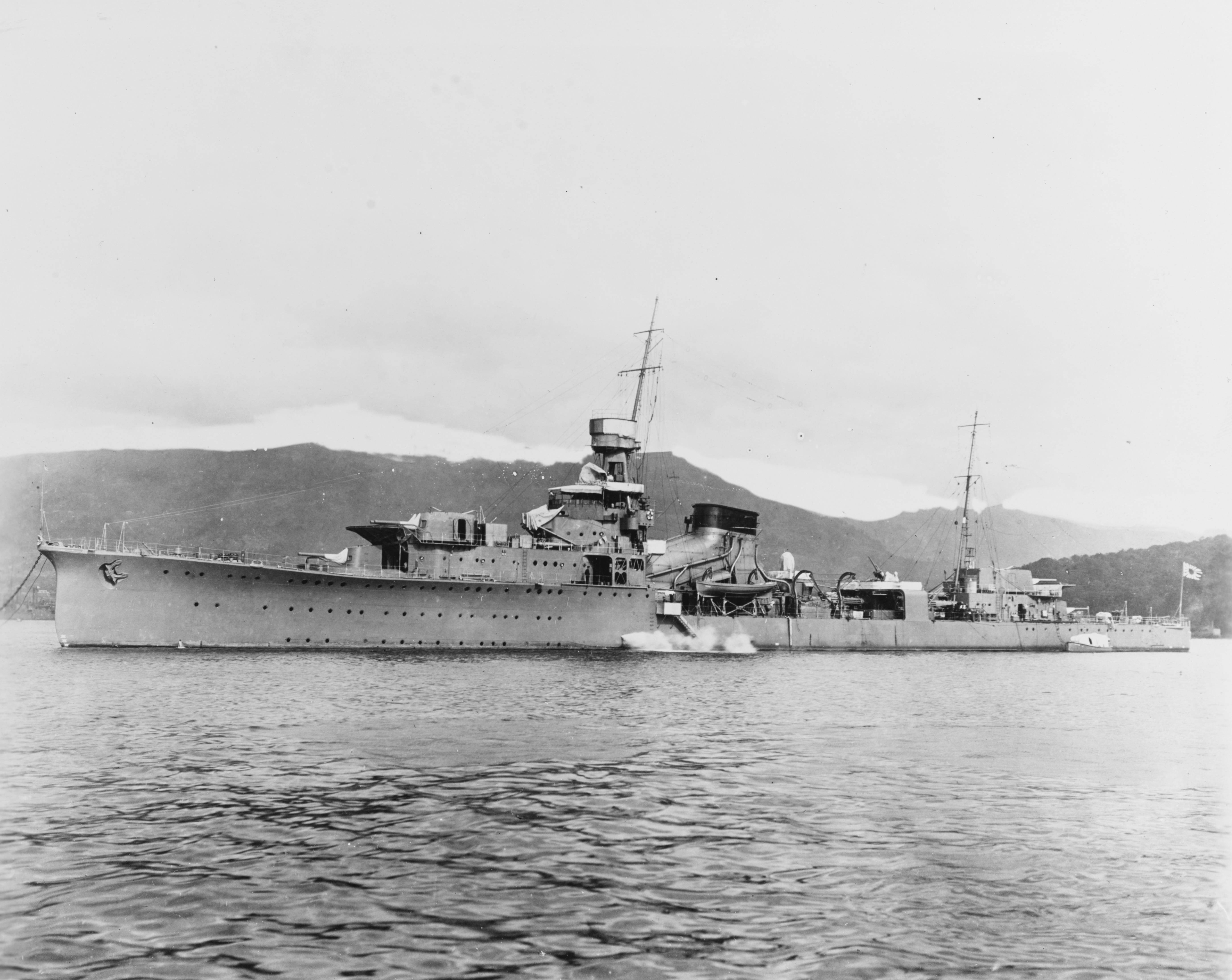
夕張
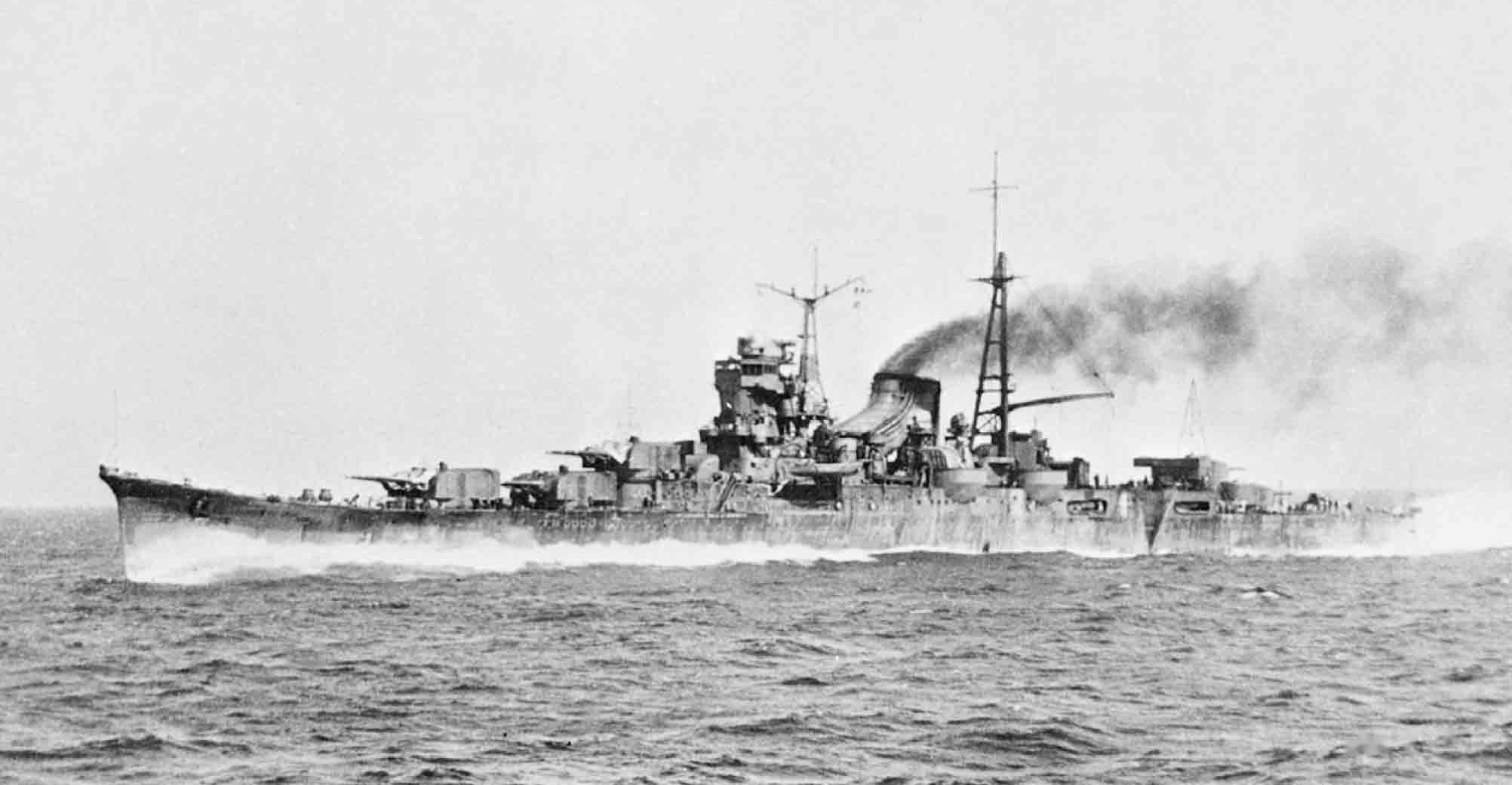
最上(軽巡洋艦時代)
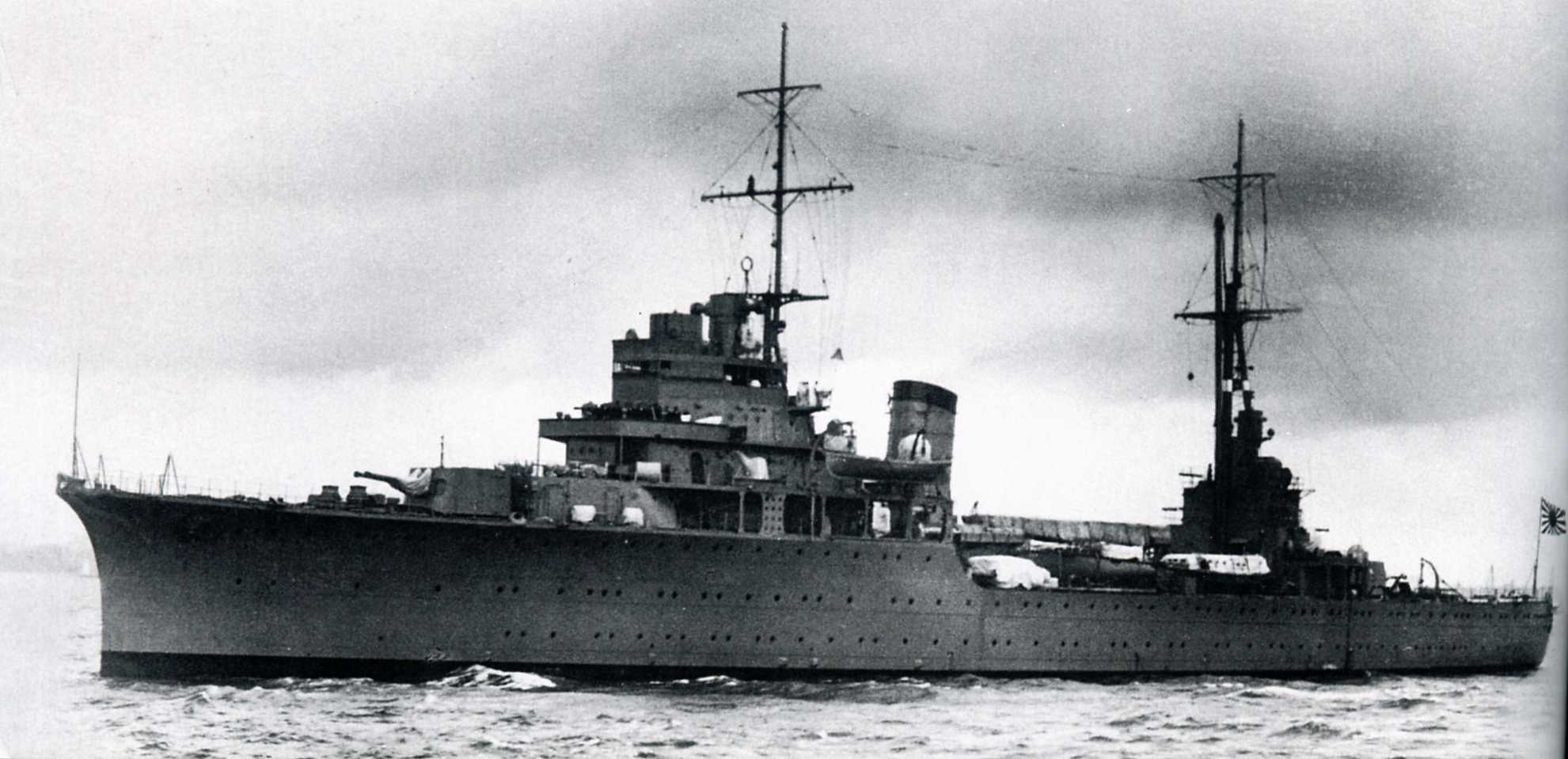
香取

### イギリス
海洋帝国イギリスでは植民地の保護や通商路の確保、船団護衛などに多くの巡洋艦を必要とし、第一次世界大戦までに計画されただけでも15クラスを数える。
軍縮条約後は、イギリス海軍は海外権益の保護や通商確保のために必要な隻数を揃えるために他国と比べて小型の船体に最小限の武装を載せたタイプを整備していたが、日米の建艦競争により軽巡洋艦の大型化・重武装が始まり、イギリスもそれに追従したために膨れ上がるコストと、国力の衰退による予算難のギャップに苦しむこととなった。
- ブリストル級軽巡洋艦 5隻（1910年）
- ウェイマス級軽巡洋艦 4隻（1911年）
- チャタム級軽巡洋艦 6隻（1912年）
- バーミンガム級軽巡洋艦 4隻（1914年）
- アリシューザ級軽巡洋艦 (初代) 8隻（1914年）
- カロライン級軽巡洋艦 6隻（1914年）：以降、ケープタウン級までC級ともいう。
- カライアピ級軽巡洋艦 2隻（1915年）
- カンブリアン級軽巡洋艦 4隻（1915年）
- セントー級軽巡洋艦 2隻（1916年）
- カレドン級軽巡洋艦 4隻（1917年）
- ホーキンズ級軽巡洋艦 5隻（1919年）
- シアリーズ級軽巡洋艦 5隻（1917年）
- ケープタウン級軽巡洋艦 5隻（1918年）
- ダナイー級軽巡洋艦 12隻（1918年）：D級ともいう。
- エメラルド級軽巡洋艦 2隻（他1隻建造中止）（1926年）：E級ともいう。
- リアンダー級軽巡洋艦 5隻（1933年）：以降、条約型
- パース級軽巡洋艦 3隻（1936年）
- アリシューザ級軽巡洋艦 (2代) 4隻（1935年）
- サウサンプトン級軽巡洋艦 5隻（1937年）
- グロスター級軽巡洋艦 3隻（1938年）
- エジンバラ級軽巡洋艦 2隻（1939年）
- ダイドー級軽巡洋艦 11隻（1940年）：以降、条約明け後
- クラウン・コロニー級軽巡洋艦
  - フィジー級軽巡洋艦 8隻（1940年）
  - セイロン級軽巡洋艦 3隻（1943年）
- ベローナ級軽巡洋艦 5隻（1943年）
- スウィフトシュア級軽巡洋艦 2隻（1944年）
- タイガー級軽巡洋艦 4隻（他2隻建造中止）（1945年）

### アメリカ合衆国
アメリカ海軍の軽巡洋艦は分類記号CLを持つ。CruserのCを頭に、LightのLを2番目につけた略号である。重巡洋艦の記号CAは当初装甲巡洋艦に割り当てられ、これはCLとは別系統の番号が振られていたが、1931年（すなわちロンドン海軍軍縮条約）以降はCLと一連の番号が振られている。なお、艦名は都市名に由来する。
- チェスター級軽巡洋艦 3隻（1908年）：当初は偵察巡洋艦CS
- オマハ級軽巡洋艦 10隻（1923年）
- ブルックリン級軽巡洋艦 7隻（1937年）：条約型
- セントルイス級軽巡洋艦 2隻（1939年）：条約型、ブルックリン級の小改良。
- アトランタ級軽巡洋艦 11隻（1941年）：条約型、対空射撃能力を持つ127mm両用砲を主砲として16門（中期以降建造艦は復元性維持のため12門に減）持ち、防空巡洋艦として知られる。
- クリーブランド級軽巡洋艦 27隻（他3隻建造中止、9隻インディペンデンス級軽空母として完成）（1942年）
- ファーゴ級軽巡洋艦 2隻（他11隻建造中止）（1945年）
- ウースター級軽巡洋艦 2隻（他8隻建造中止）（1948年）

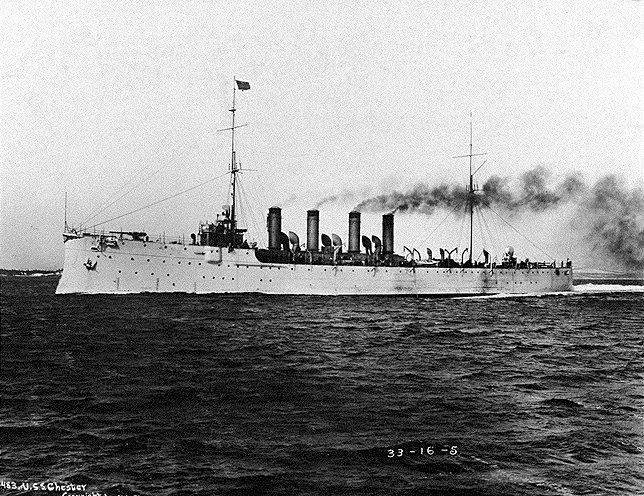
チェスター
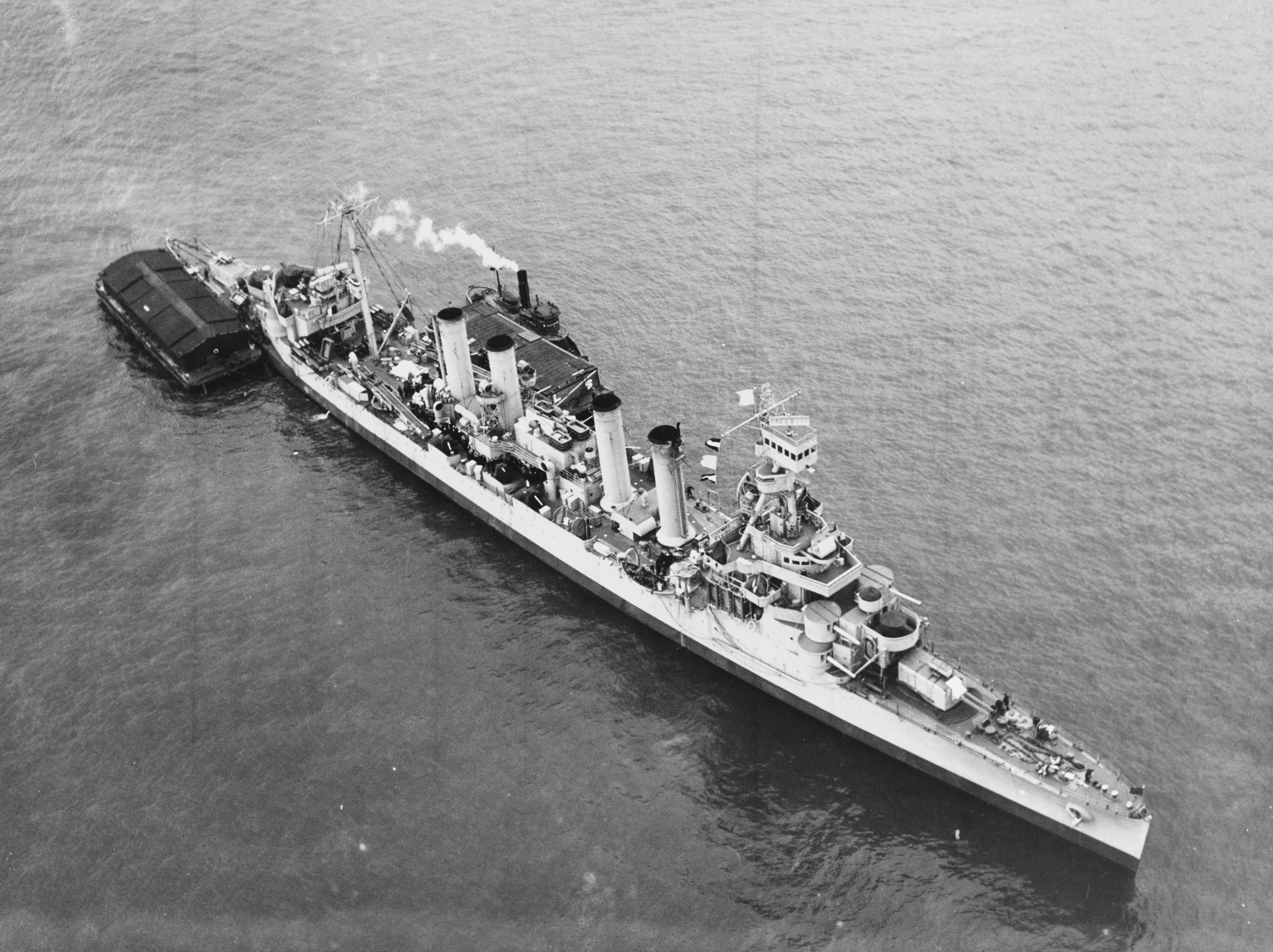
オマハ
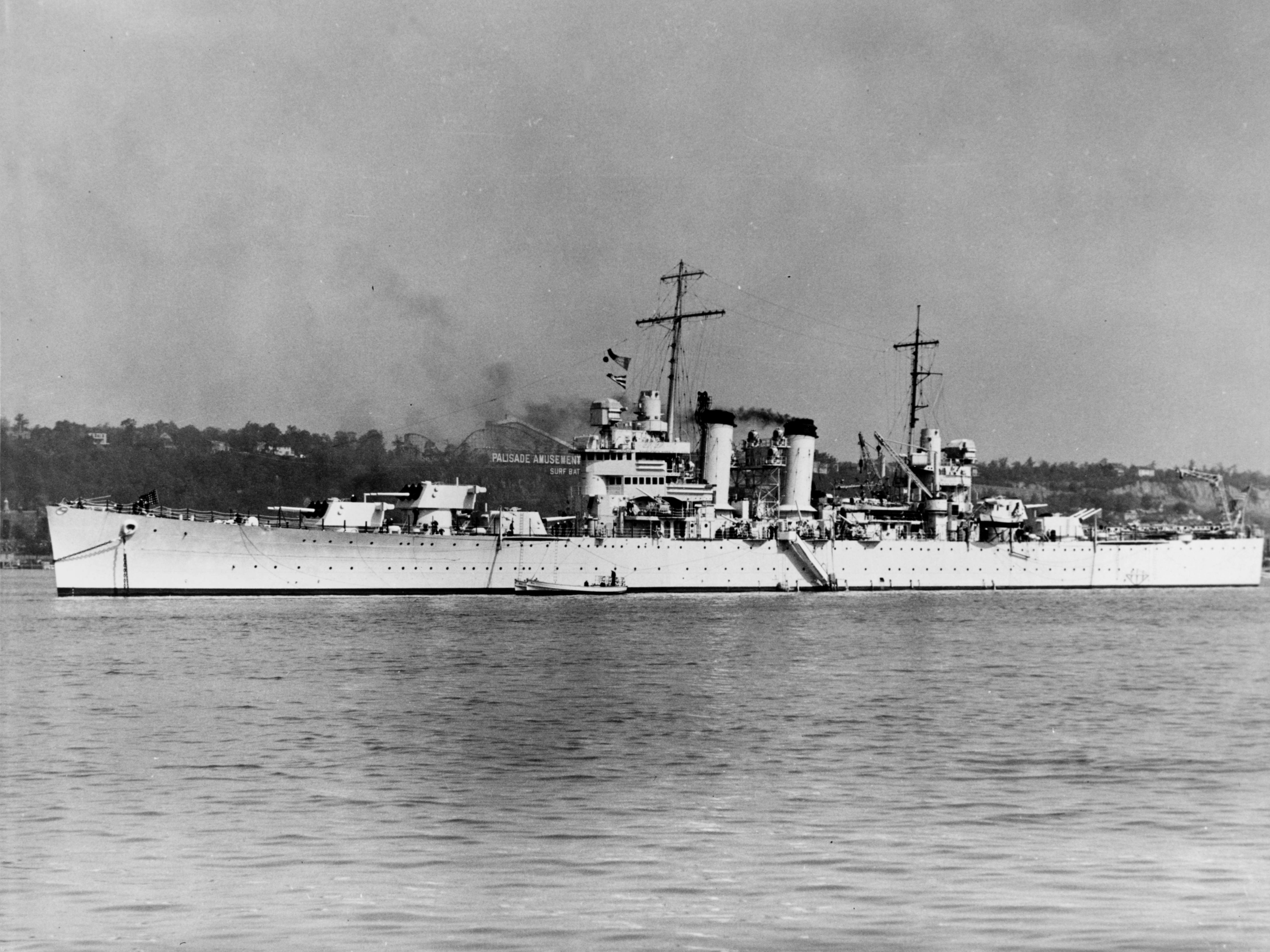
ブルックリン
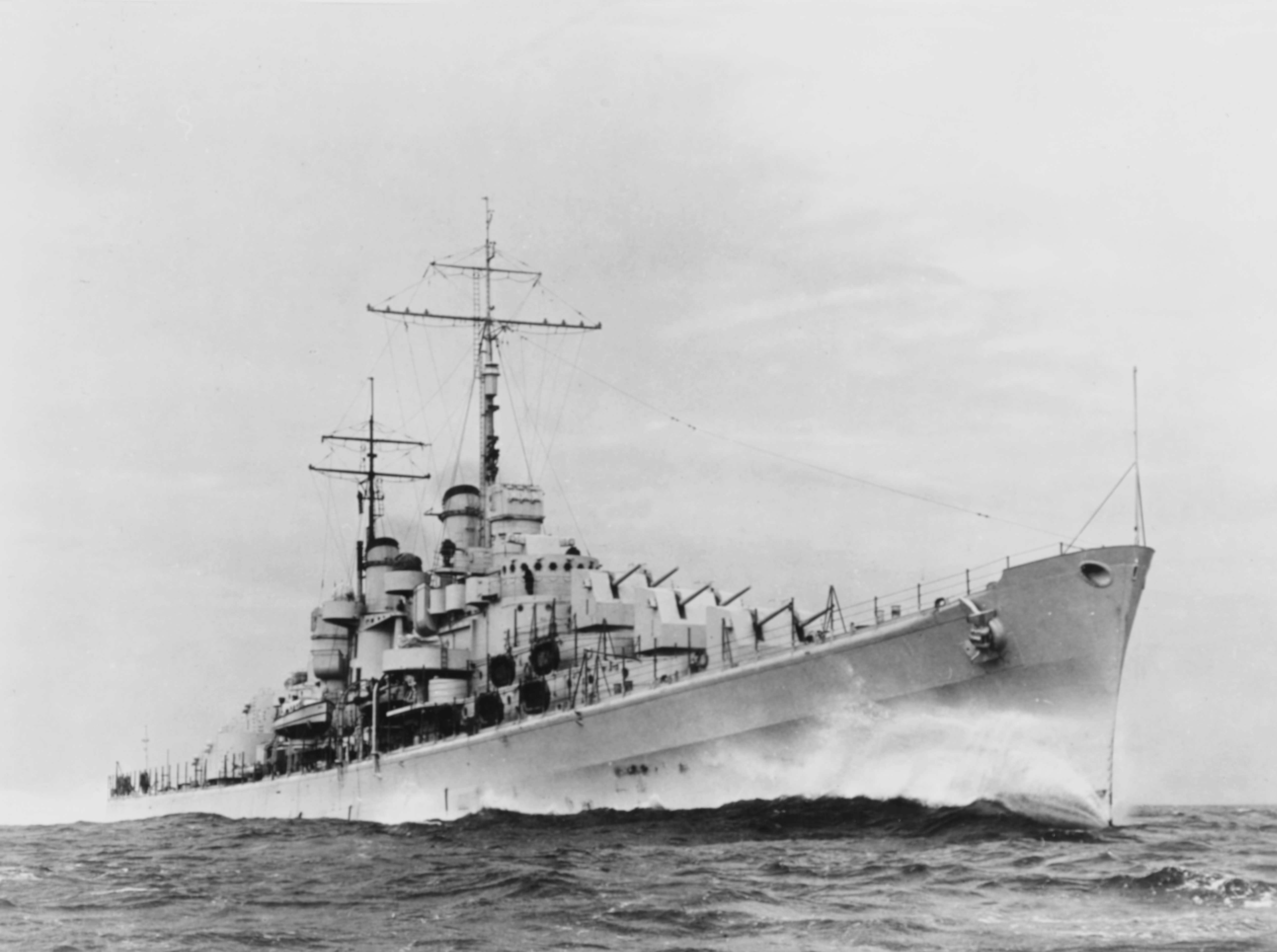
アトランタ
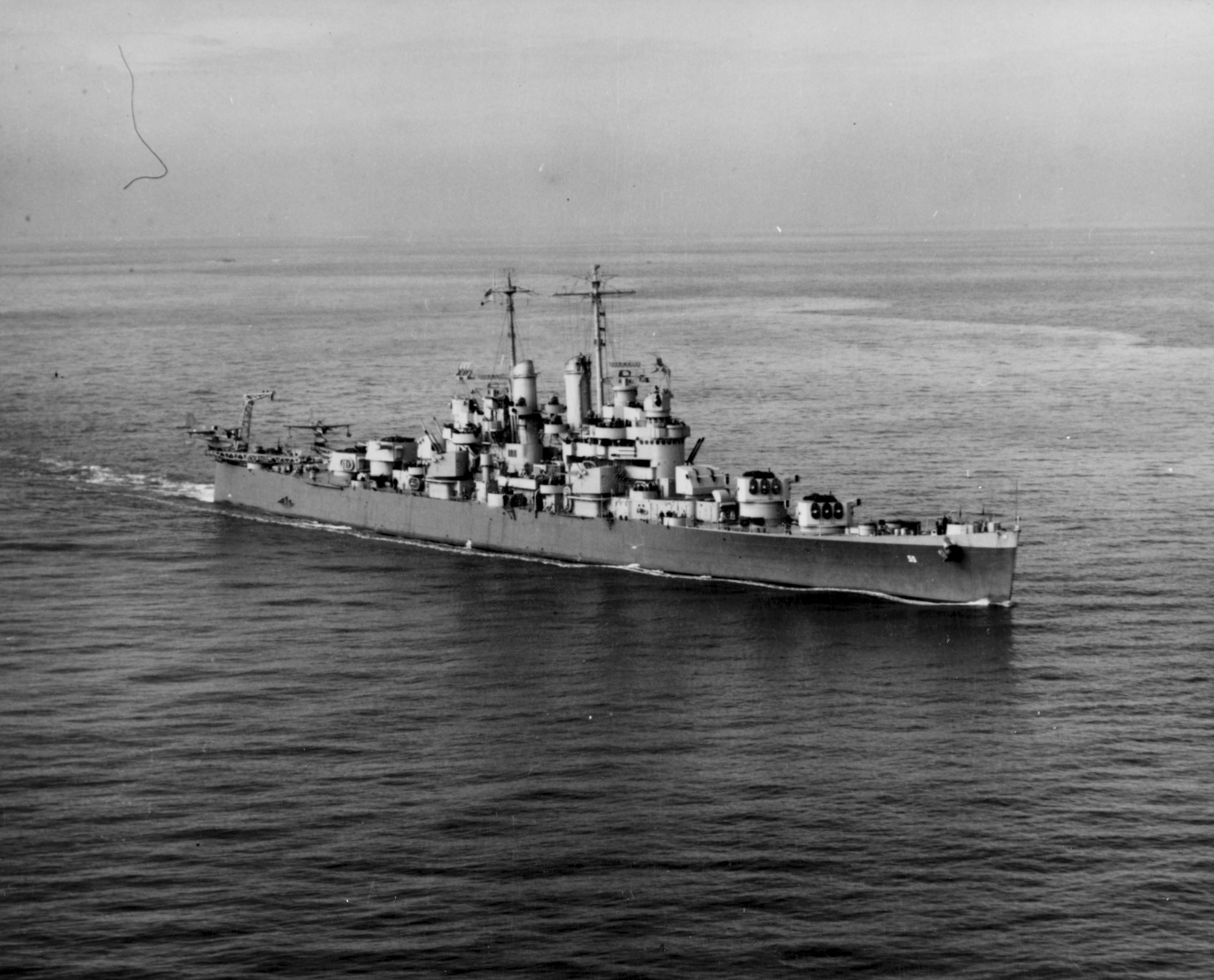
クリーブランド
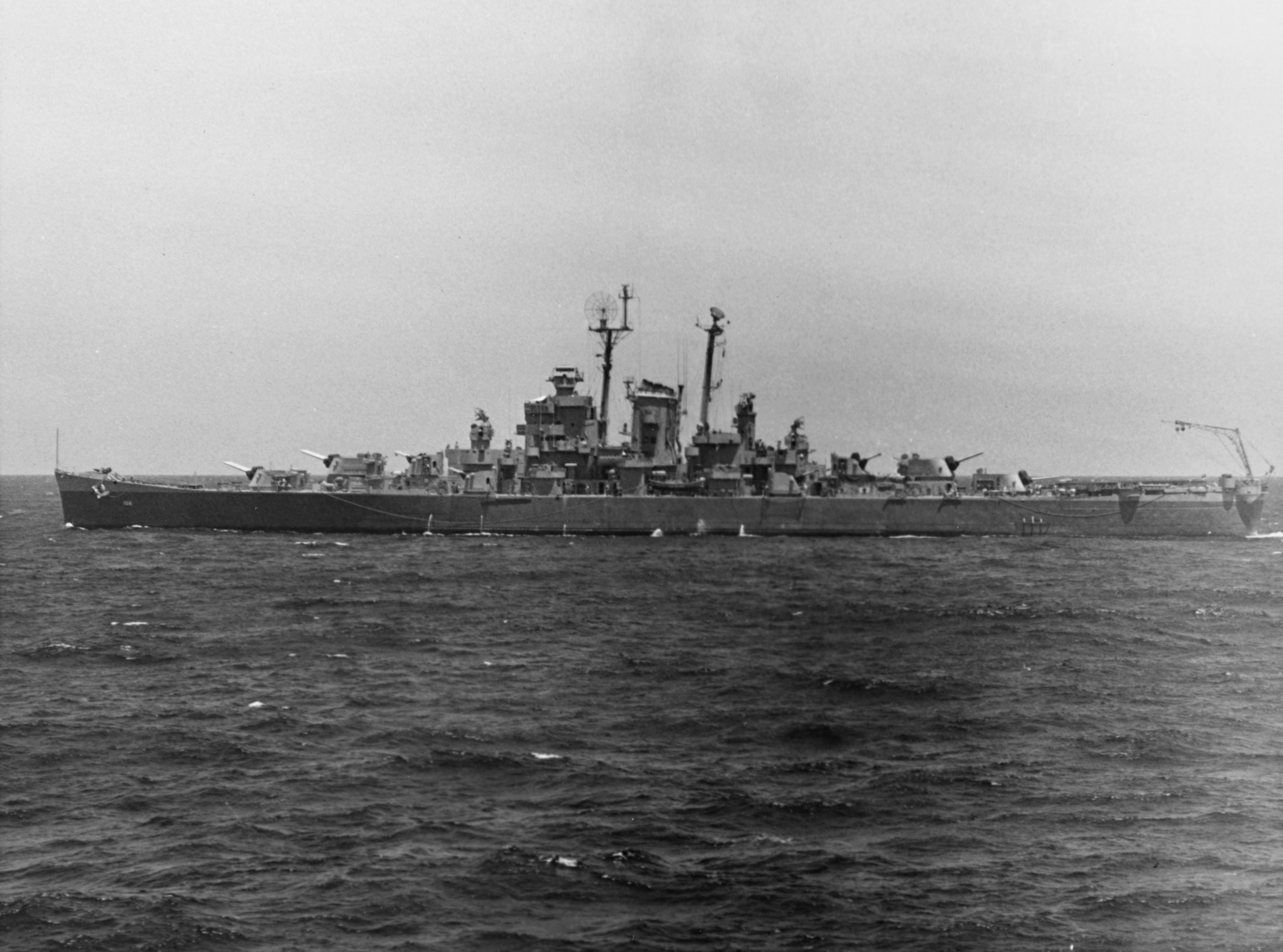
ファーゴ
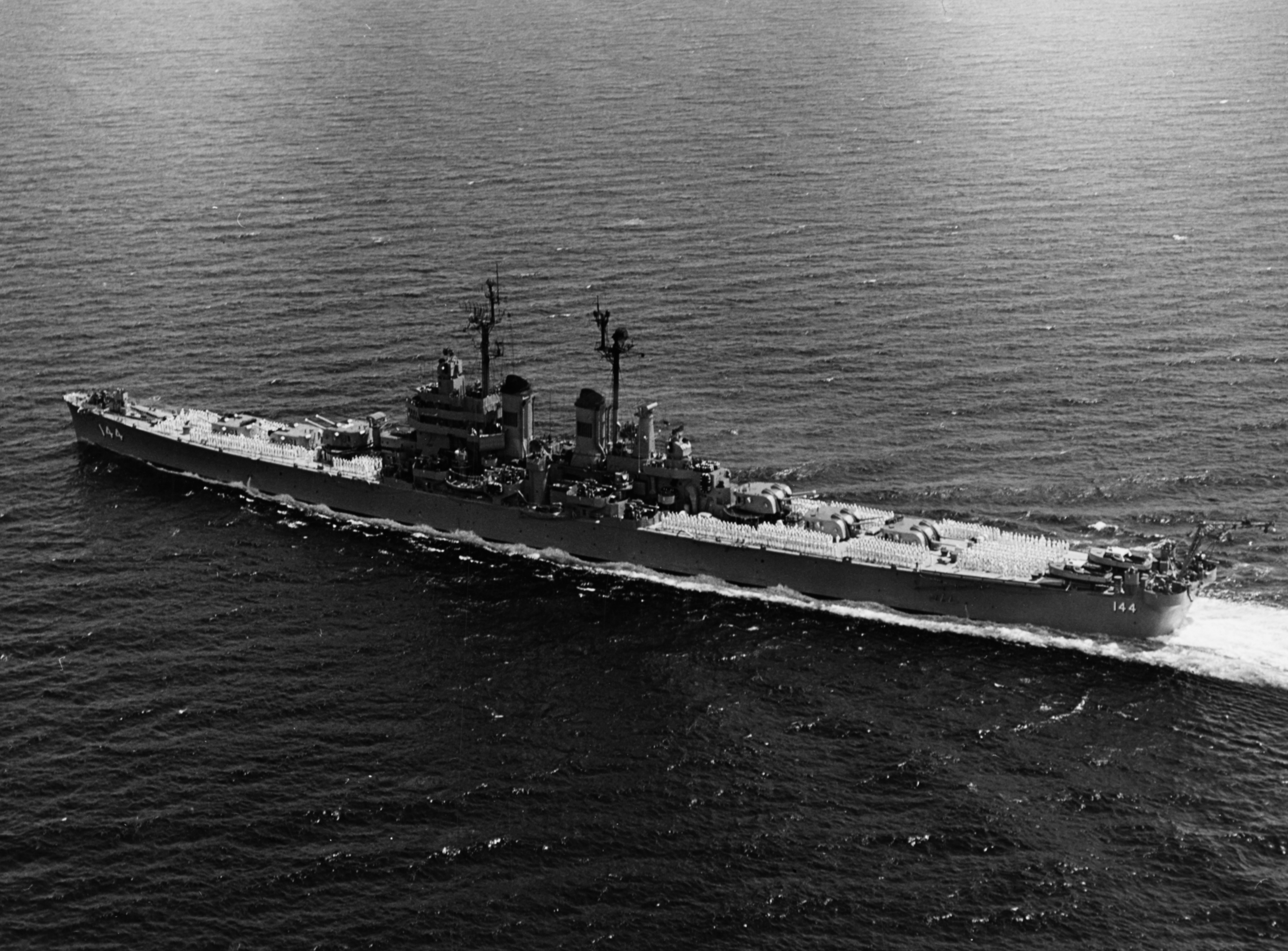
ウースター

### ドイツ
第一次世界大戦当時のドイツ帝国海軍では、巡洋艦を装甲巡洋艦及び巡洋戦艦を含む「大型巡洋艦」と、小型防護巡洋艦と軽巡洋艦を含む「小型巡洋艦」の２種類に類別していた
小型高速、舷側装甲、砲155mm以下の基準に該当するクラスを上げる。
- マクデブルク級巡洋艦 4隻（1912年）
- カールスルーエ級巡洋艦 2隻（1914年）
- グラウデンツ級巡洋艦 2隻（1914年）
- ヴィースバーデン級巡洋艦 2隻（1915年）
- ケーニヒスベルク級巡洋艦 4隻（1916年）
- ケルン級巡洋艦 2隻（他8隻建造中止）（1918年）
- エムデン （1925年）
- ケーニヒスベルク級軽巡洋艦 3隻（1929年）
- ライプツィヒ級軽巡洋艦 2隻（1931年）

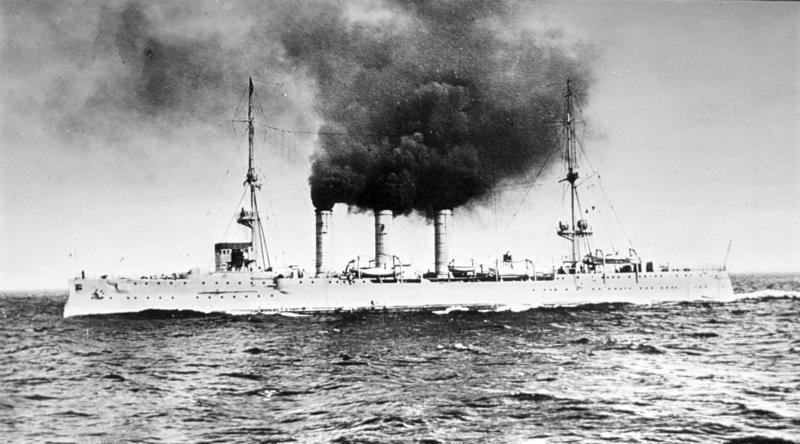
エムデン(初代)
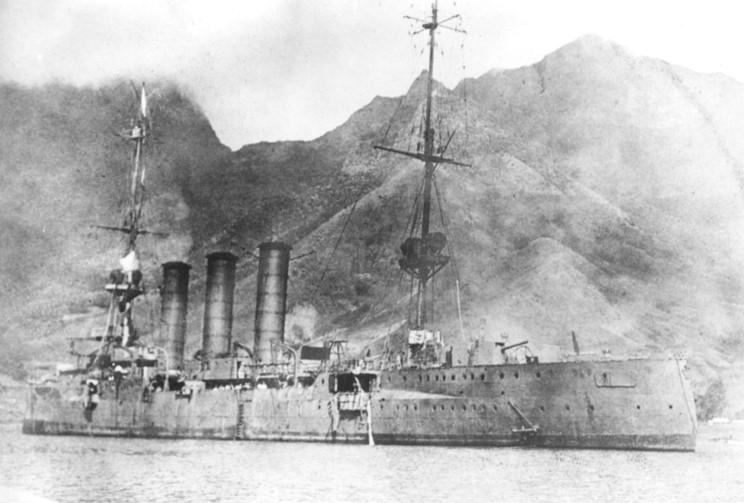
ドレスデン
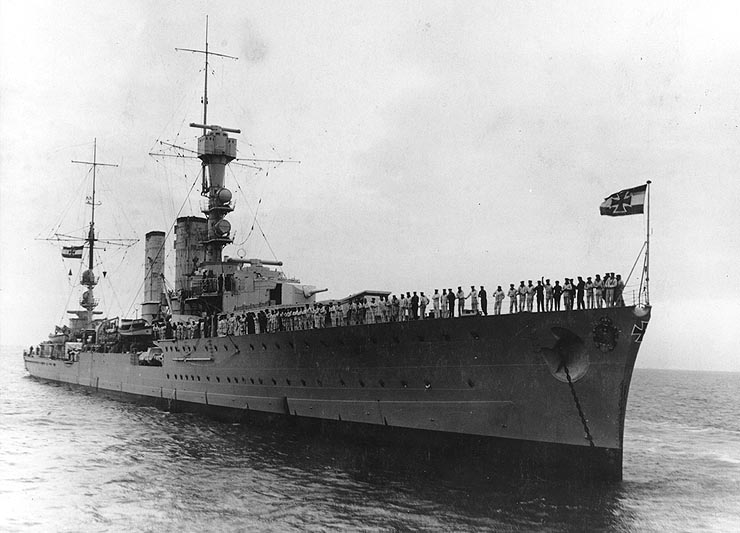
エムデン(三代)
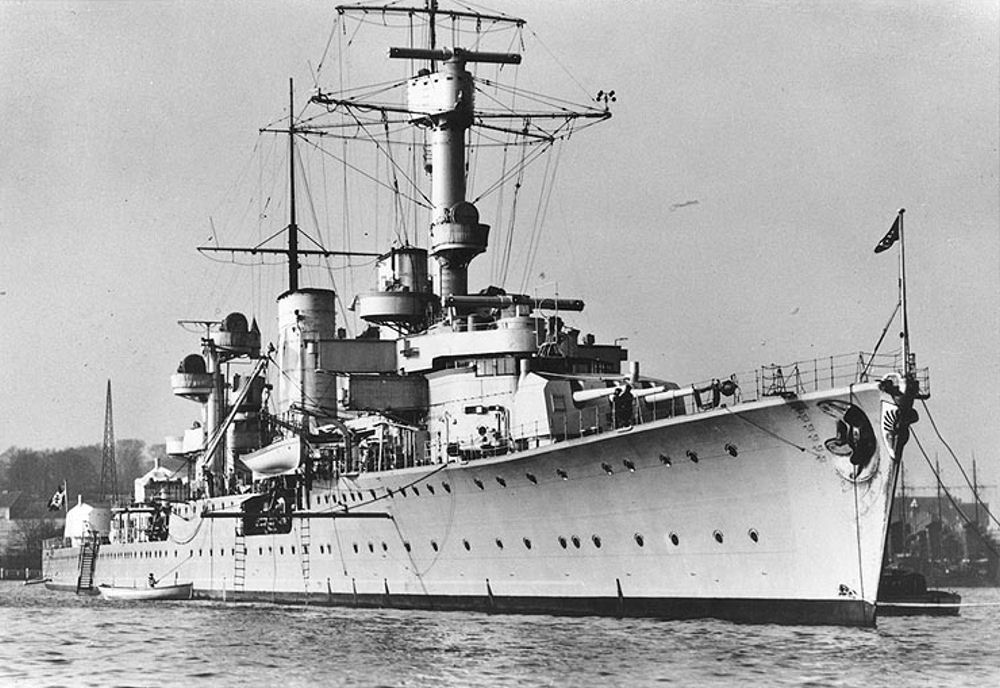
ケーニヒスベルク級
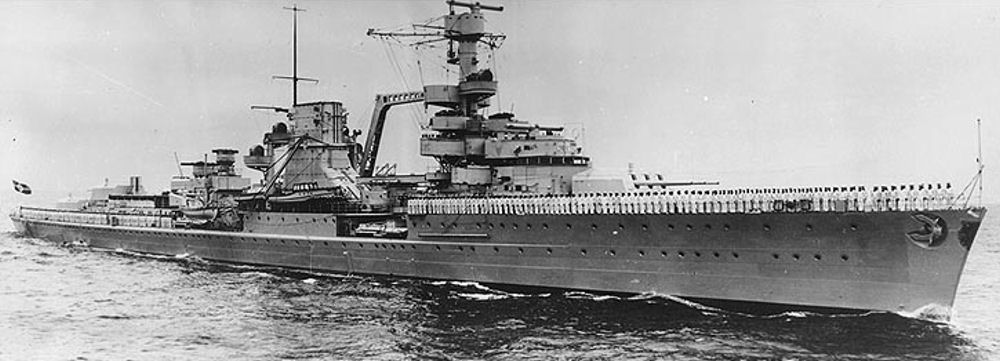
ライプツィヒ

### フランス
フランスは防護巡洋艦の建造を終了したあとも軽装甲巡洋艦の建造を行わず、重防御だが低速の装甲巡洋艦の建造を続けたため、軽巡洋艦の登場はワシントン海軍軍縮条約以後となる。
また、フランスはイタリアとともにロンドン海軍軍縮条約に加わっておらず、条約の制限も受けていない。ここではドイツの場合と同様、条件に合致するクラスを挙げる。
- デュゲイ・トルーアン級軽巡洋艦 3隻（1926年）
- プリュトン 1隻(1931年)
- ジャンヌ・ダルク　1隻(1931年)
- エミール・ベルタン 1隻(1934年)
- ラ・ガリソニエール級軽巡洋艦 6隻（1935年）

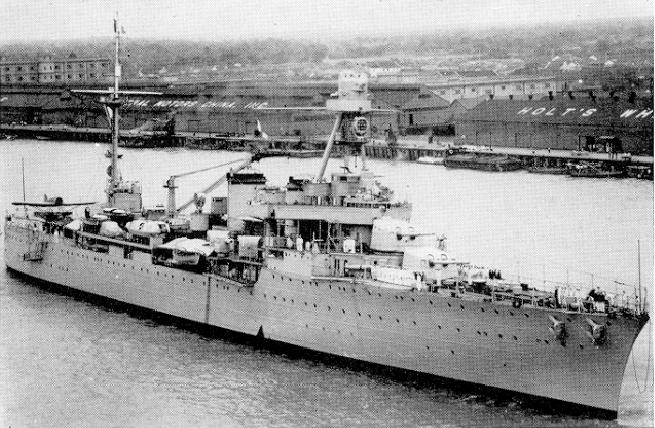
デュゲイ・トルーアン
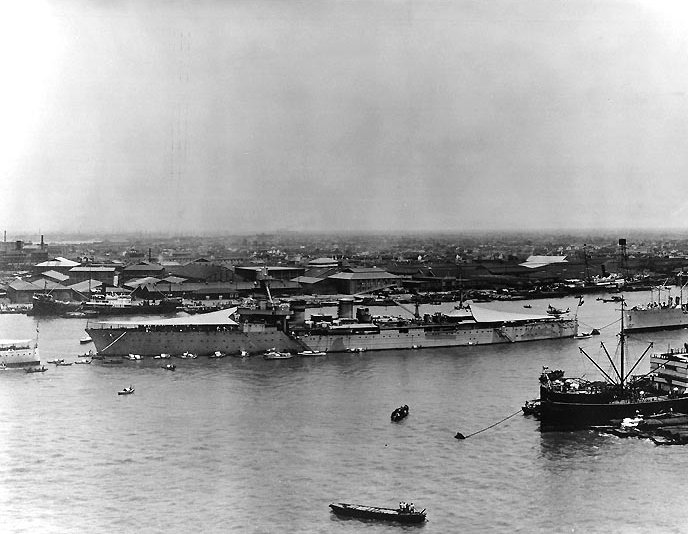
ラモット・ピケ
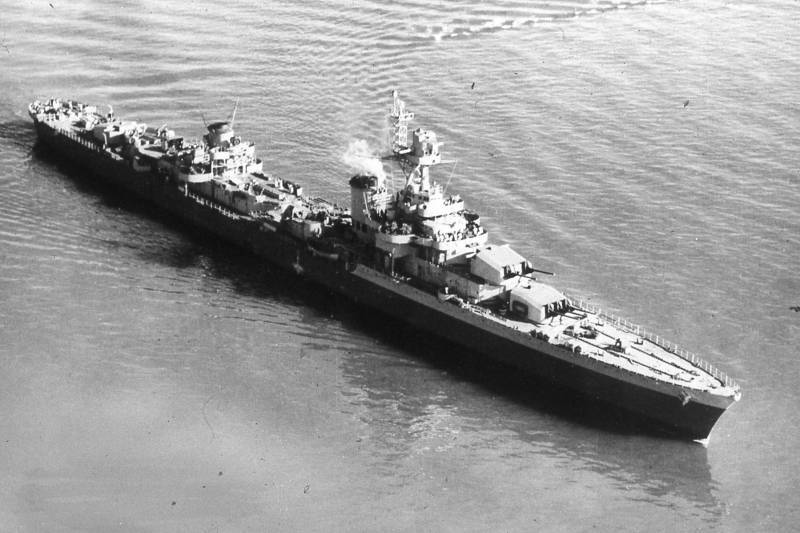
エミール・ベルタン
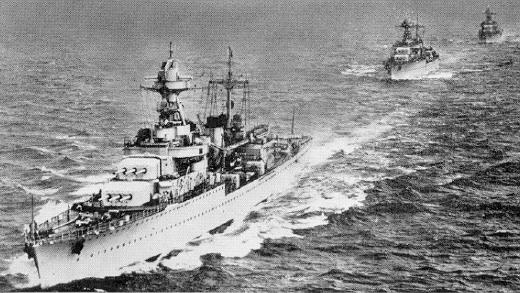
ラ・ガリソニエール級

### イタリア
- アルベルト・ディ・ジュッサーノ級軽巡洋艦 4隻（1931年）
- ルイージ・カドルナ級軽巡洋艦 2隻（1933年）
- ライモンド・モンテクッコリ級軽巡洋艦 2隻（1935年）
- エマヌエレ・フィリベルト・デュカ・ダオスタ級軽巡洋艦 2隻（1935年）
- ルイジ・ディ・サヴォイア・デュカ・デグリ・アブルッチ級軽巡洋艦 2隻（1937年）
- カピターニ・ロマーニ級軽巡洋艦 4隻（他8隻建造中止）（1942年）

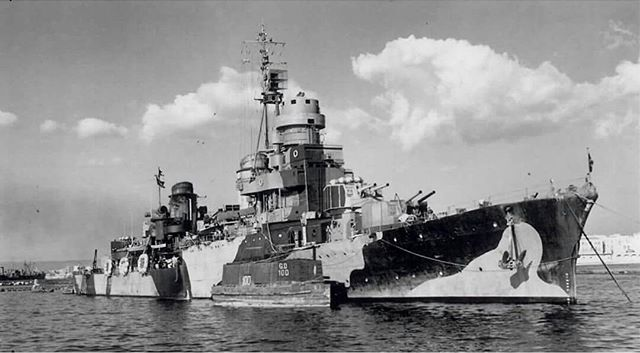
カピターニ・ロマーニ級

### ロシア帝国
ロシア帝国では、軽巡洋艦は従来の装甲巡洋艦と防護巡洋艦（両者を併せて一等巡洋艦と呼んだ）を代替する巡洋艦として設計された。
1910年代前半からロシア帝国で推進された艦隊整備計画では、バルト艦隊向けにセヴァストーポリ級戦艦を主力にイズマイール級巡洋戦艦、スヴェトラーナ級軽巡洋艦、ノヴィーク級駆逐艦が整備される予定であった。その後艦隊整備計画は拡張され黒海艦隊にもこれらの準同型艦が配備されることになった。
こうして新艦隊の一端を担うはずであった軽巡洋艦であるが、第一次世界大戦の影響で建艦計画は大幅に遅れ、最終的にロシア革命で帝政は倒れ艦隊の整備もうやむやの内に終わってしまった。
- スヴェトラーナ級軽巡洋艦 8隻（未完成）（1912年）
  - クラースヌィイ・クルィーム
  - チェルヴォーナ・ウクライィーナ
- グラーフ・ムラヴィヨフ＝アムールスキー級軽巡洋艦 2隻（ドイツ製、未完成）（1913年）

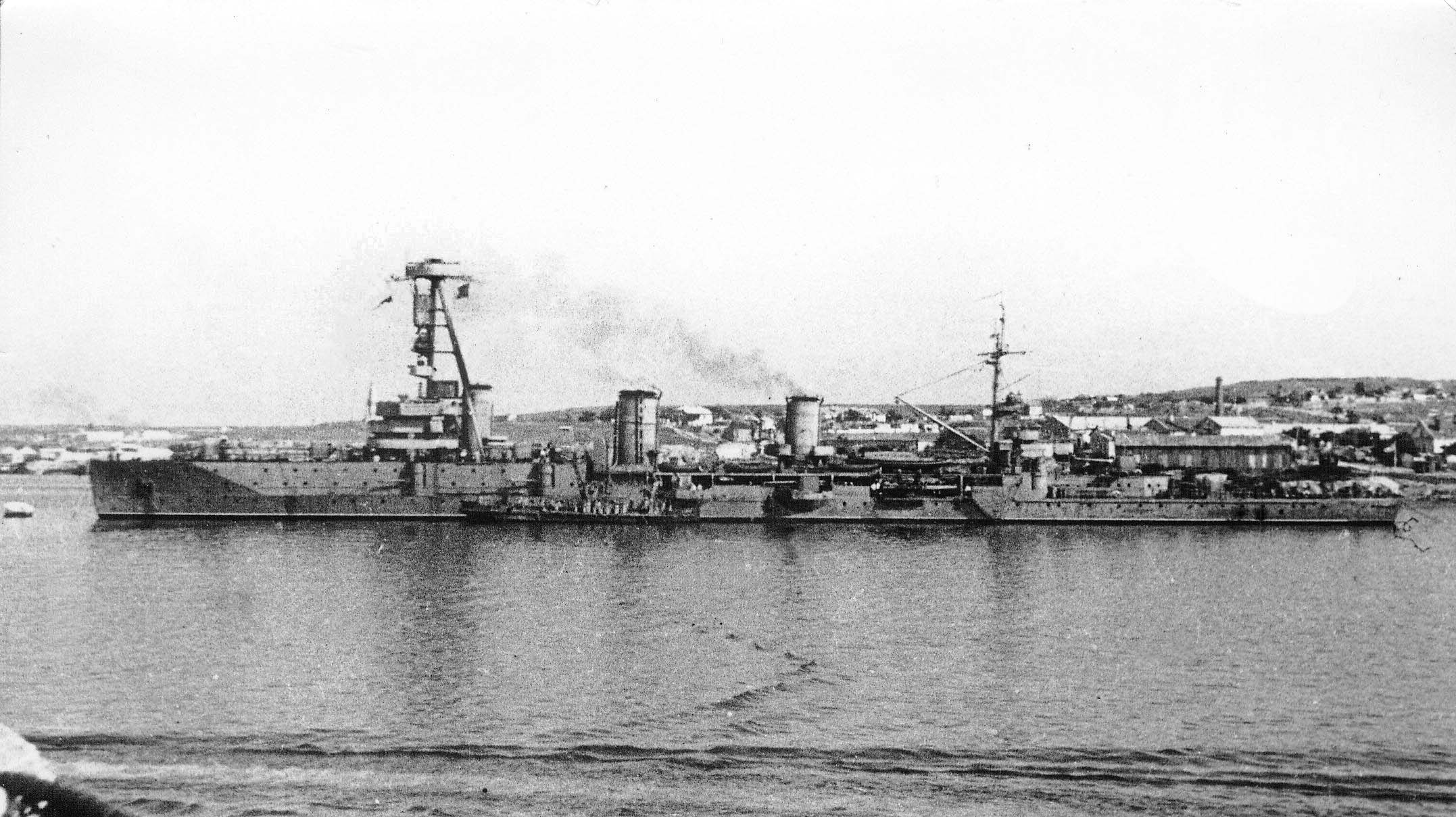
スヴェトラーナ級クラースヌィイ・クルィーム
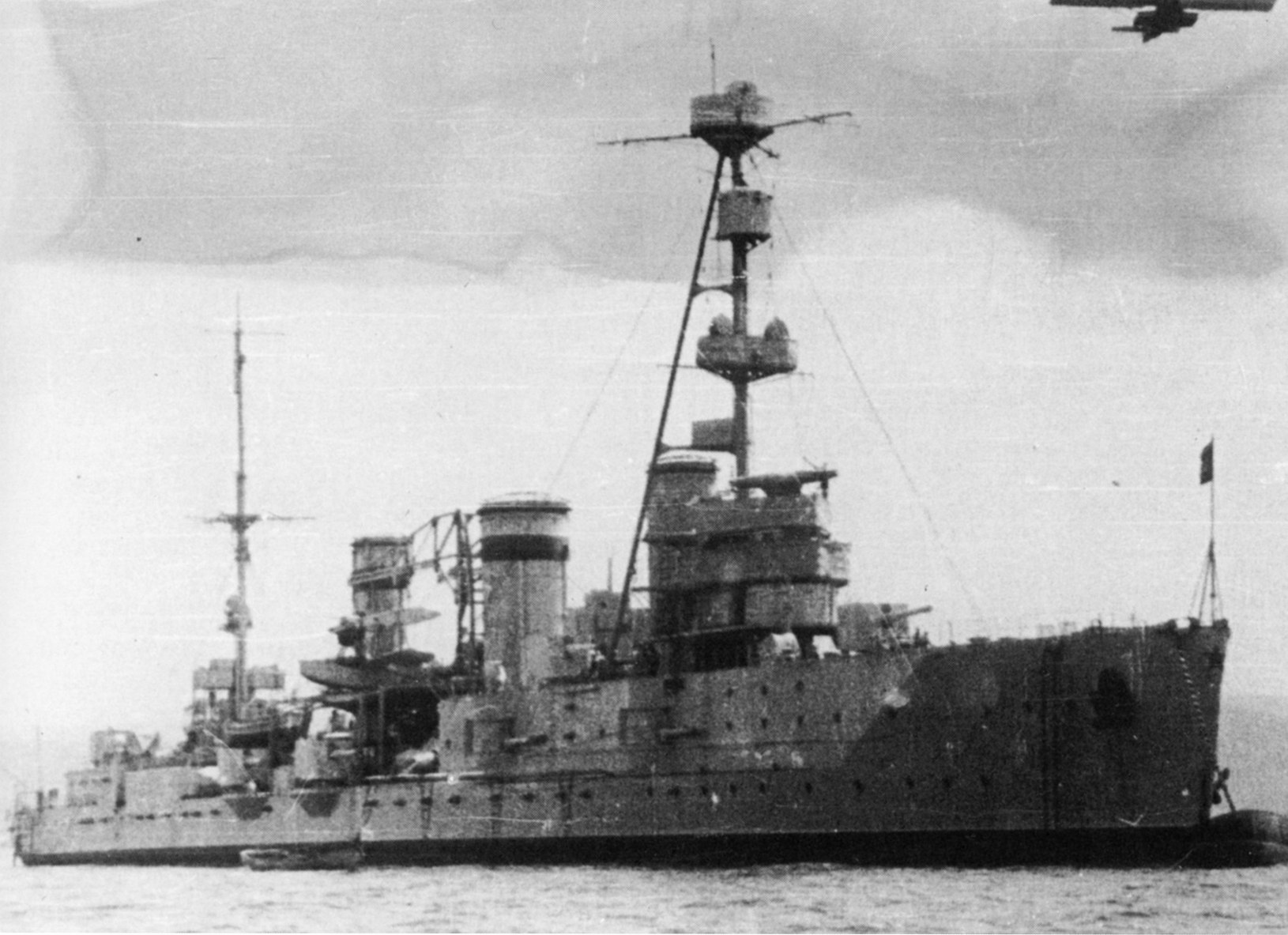
スヴェトラーナ級チェルヴォーナ・ウクライィーナ

### ソビエト連邦
旧ロシア帝国海軍艦艇の多くを継承した赤軍では、ソ連が形成された1922年末にスヴェトラーナ級の建造継続が決定されるも、結局3隻が巡洋艦として完成したに留まった。
しかし、1930年代になると各国で優秀な巡洋艦が建造されるようになり、ソ連でもその必要性が認められるようになった。こうしてイタリアの軽巡洋艦をもとに設計されたのが、ソ連最初の新設計艦となる26型巡洋艦（キーロフ級）であった。ソ連では正式には巡洋艦に軽重の類別は設けていなかったが、キーロフ級はその設計から軽巡洋艦と呼ばれることが一般的である。これは元来の意義での軽巡洋艦であり、ソ連が参加しなかったロンドン海軍軍縮条約の基準は考慮されていない。18cm砲を搭載しているという点に着目すれば、条約の基準に照らして「重巡洋艦」と呼ばれることになる。
その後の建艦計画は大祖国戦争の影響で延び延びになり、十分に巡洋艦が整備されるようになったのは戦後のことであった。それも1950年代にミサイル巡洋艦が整備されることになると計画が縮小された。
建造された巡洋艦のうち、68-bis型巡洋艦は各種試験艦や艦隊旗艦となる指揮巡洋艦に改修されるなどしてソ連末期まで現役に留まった。しかし、それらもソビエト連邦の崩壊の影響からすべて退役となった。
- スヴェトラーナ級軽巡洋艦 8隻（内3隻が巡洋艦として完成、内1隻は18cm主砲搭載）（1912年/1922年）
  - チェルヴォナ・ウクライナ
  - クラースヌィイ・クルィーム
- 26型軽巡洋艦（キーロフ級） 4隻（18cm主砲搭載、内2隻は26-bis型へ計画変更）（1935年）
- 26-bis型軽巡洋艦（マクシム・ゴーリキー級） 4隻（18cm主砲搭載）（1936年）
- 68型軽巡洋艦（チャパーエフ級） 17隻（未完成）（1939年）
- 68-K型軽巡洋艦（チャパーエフ級） 17隻（内7隻が起工、5隻が完成）（1950年）
- 68-bis型軽巡洋艦（スヴェルドロフ級） 21隻（内14隻が完成）（1952年）

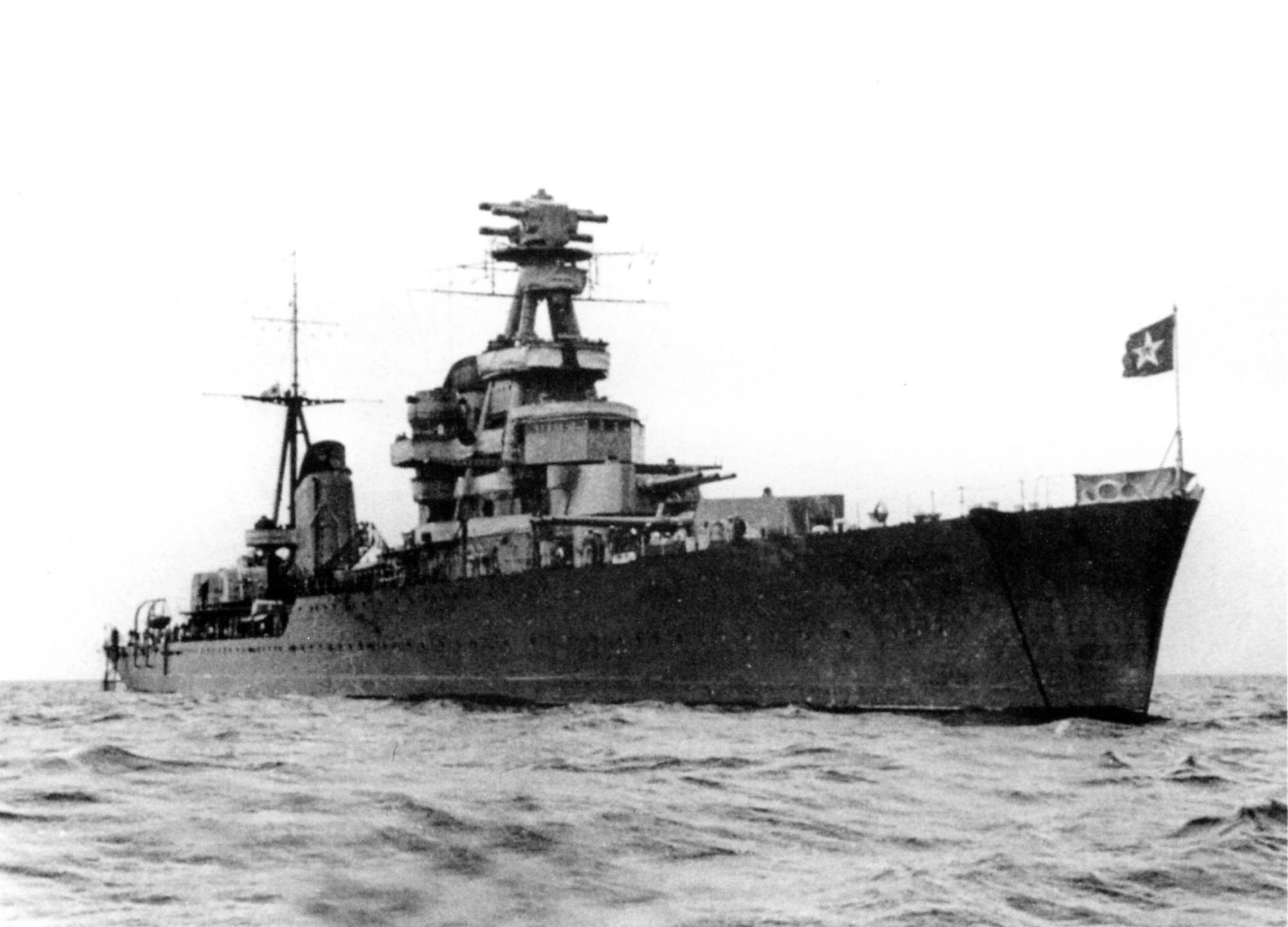
26型軽巡洋艦 (キーロフ級) キーロフ
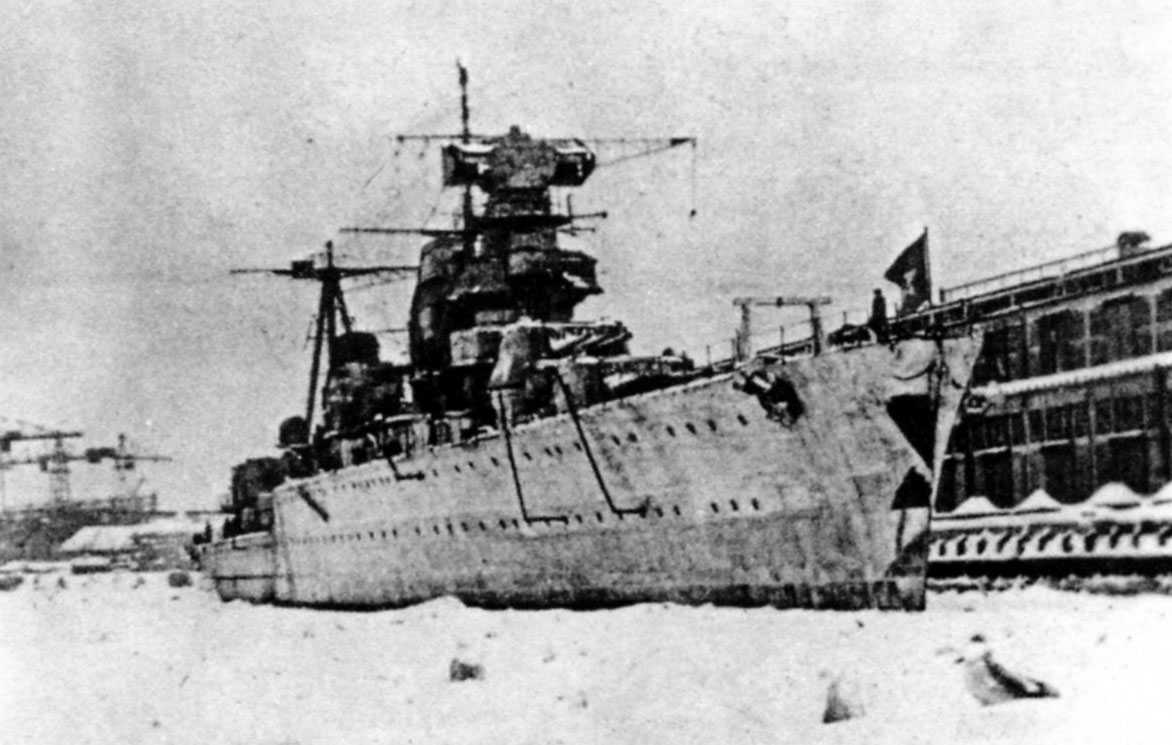
26-bis型軽巡洋艦 (マクシム・ゴーリキイ級) マクシム・ゴーリキイ
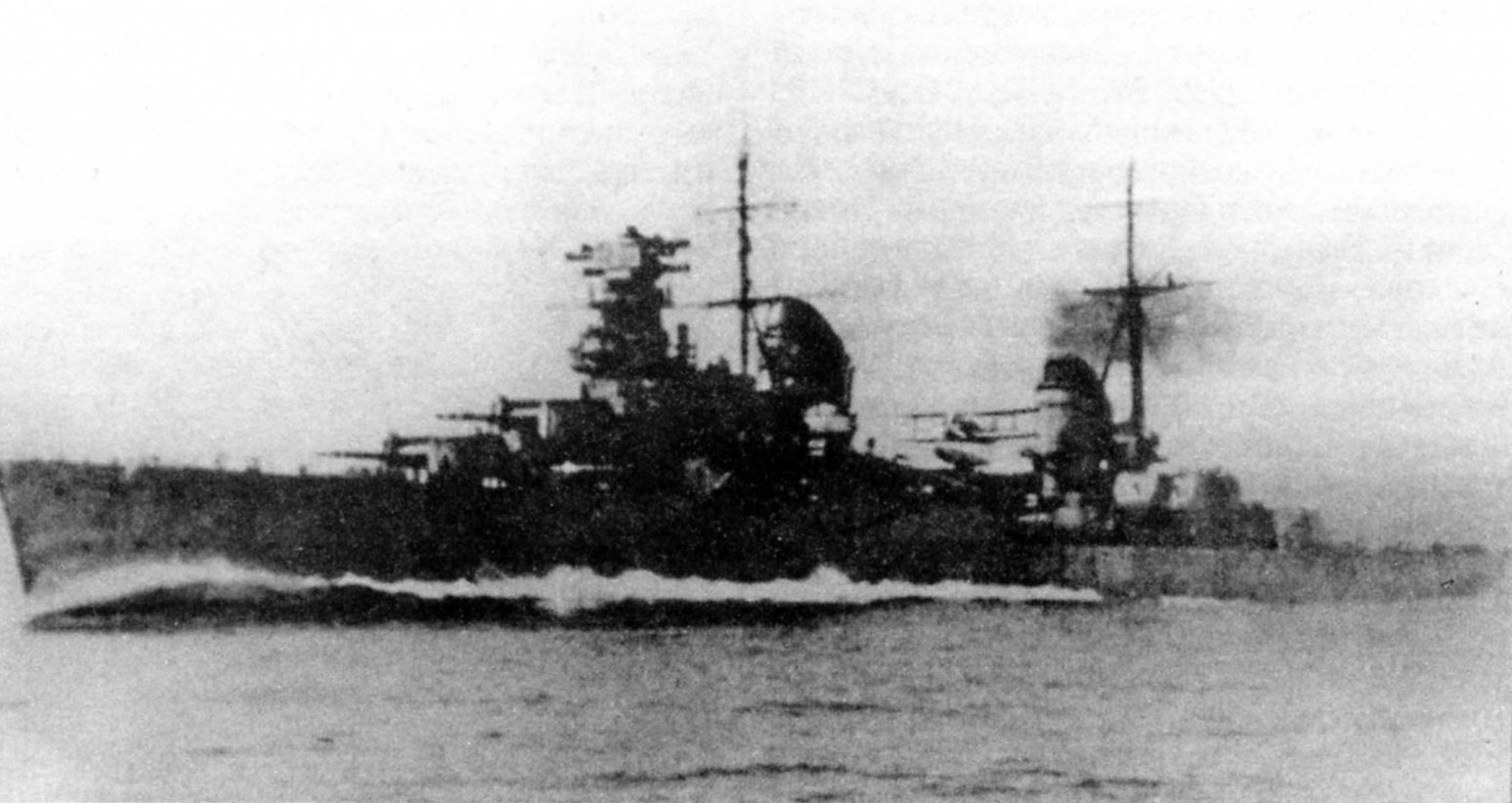
26-bis型軽巡洋艦 (マクシム・ゴーリキイ級) モロトフ
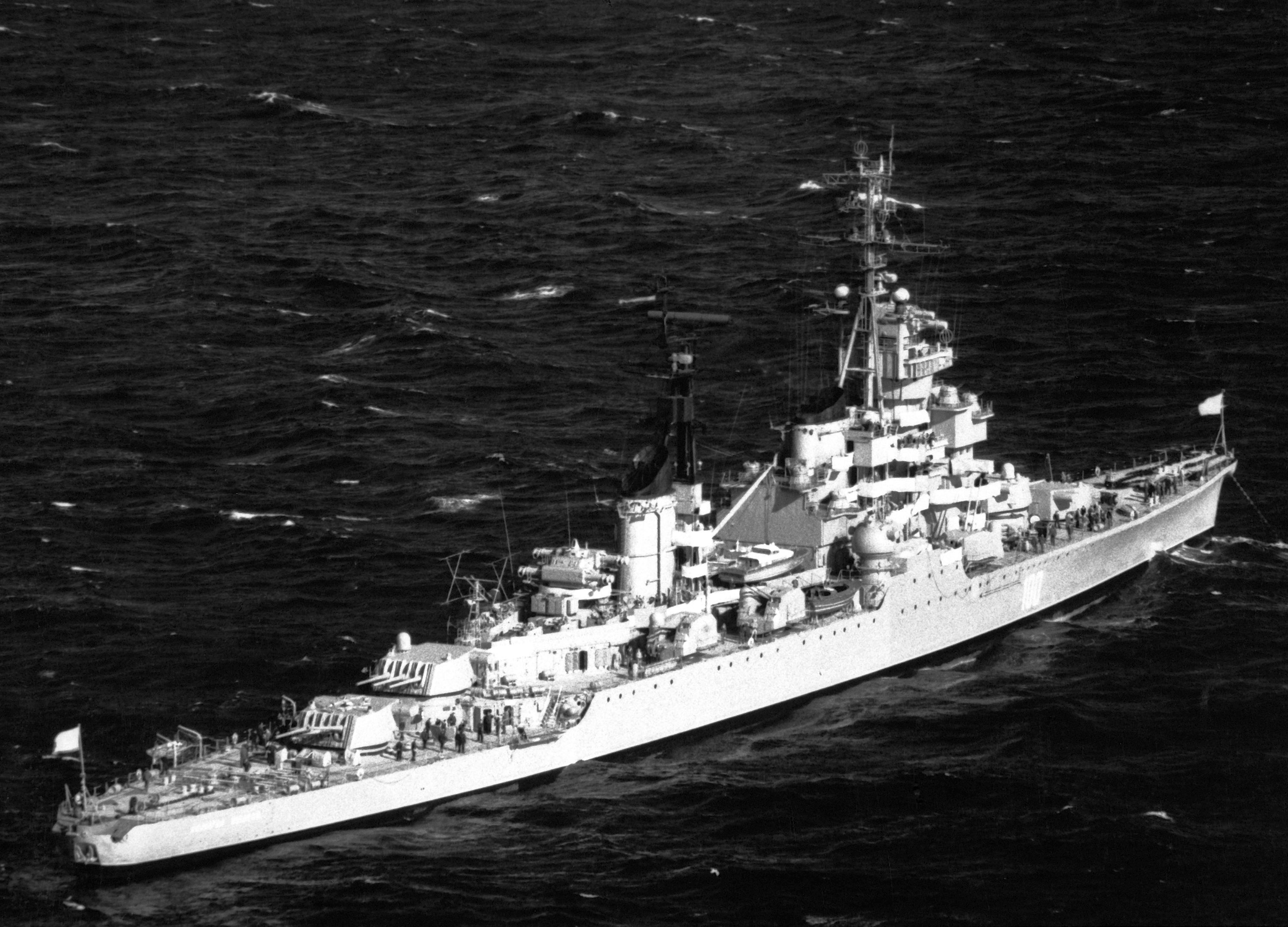
68-bis型軽巡洋艦型 (スヴェルドロフ級) スヴェルドロフ

### スペイン
- レイナ・ビクトリア・エウヘニア（1923年）
- メンデス・ヌネス級 2隻（1924年）
- プリンシペ・アルフォンソ級 3隻（1927年）

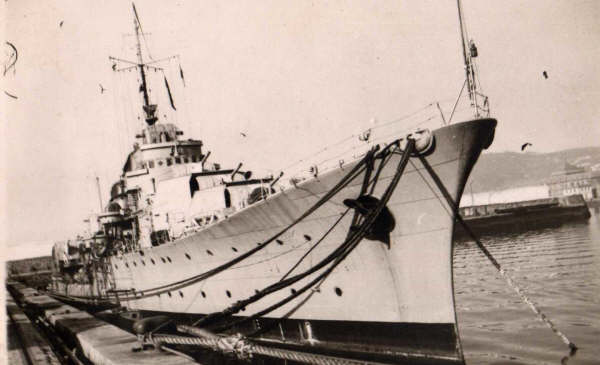
メンデス・ヌネス級メンデス・ヌネス
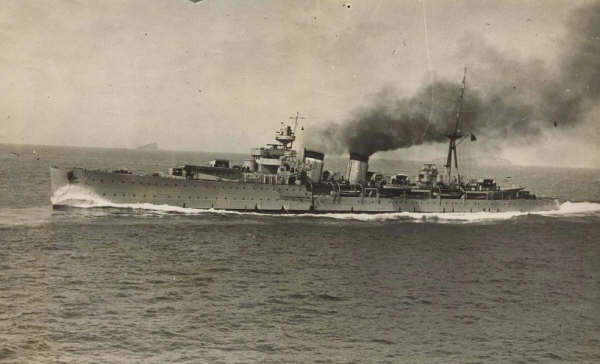
アルミランテ・セルベラ

### オランダ
- ジャワ級 2隻（1925年）
- デ・ロイテル（初代）（1936年）
- トロンプ級 2隻（1937年）
- デ・ロイテル級（2代） 2隻（1953年）

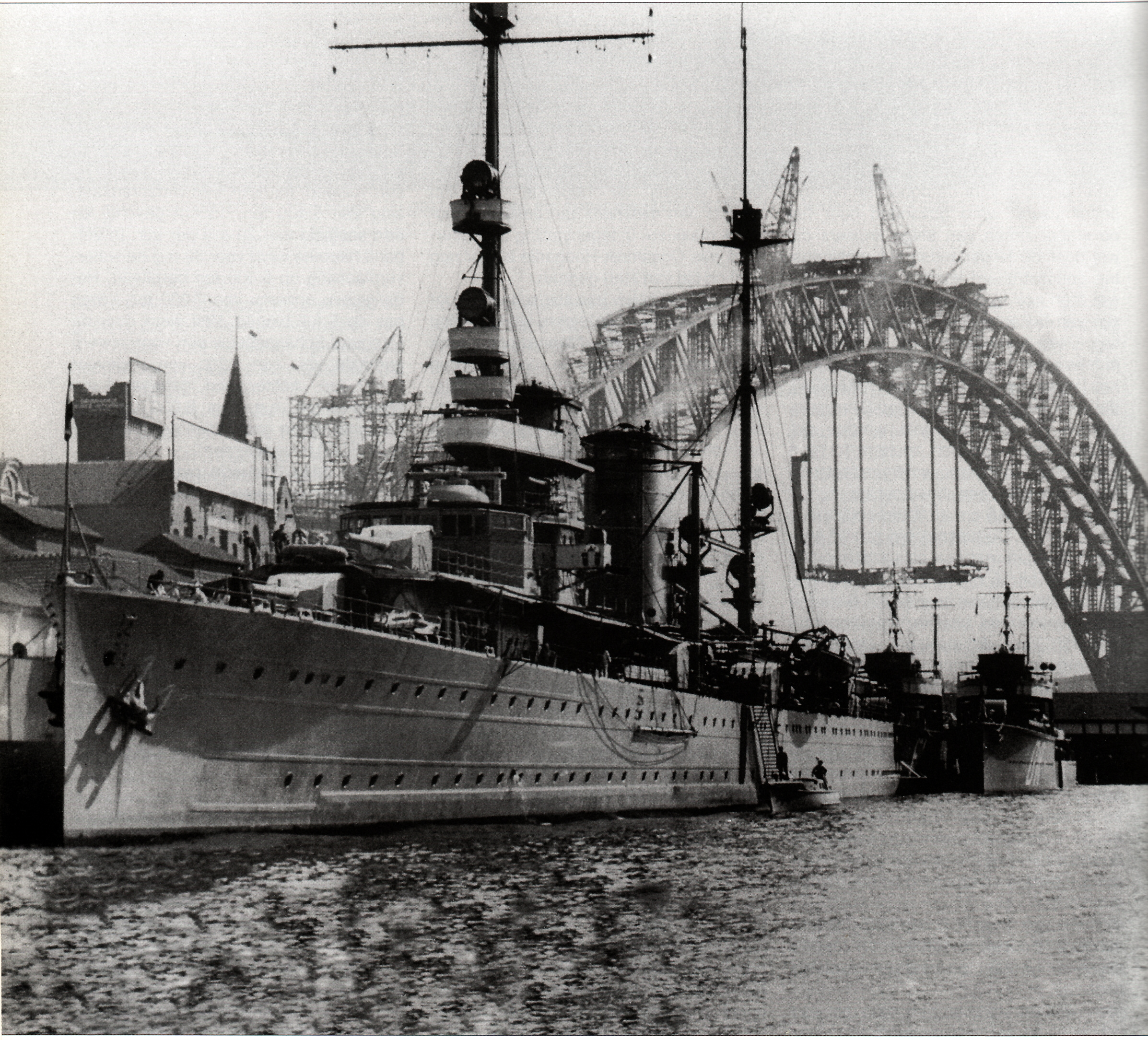
ジャワ級ジャワ
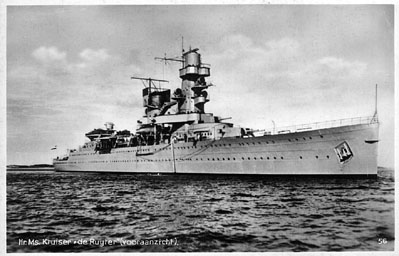
デ・ロイテル（初代）
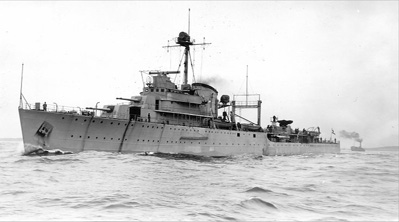
トロンプ級トロンプ
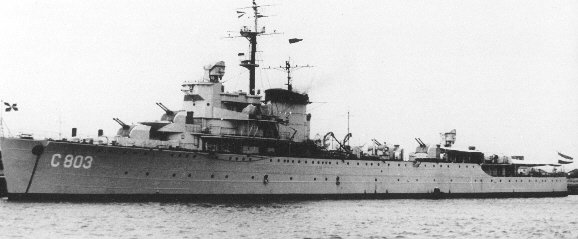
トロンプ級ヤコブ・ヴァン・ヘームスケルク

### スウェーデン
- ゴトランド（1934年）
- トレ・クロノール級 2隻（1947年）

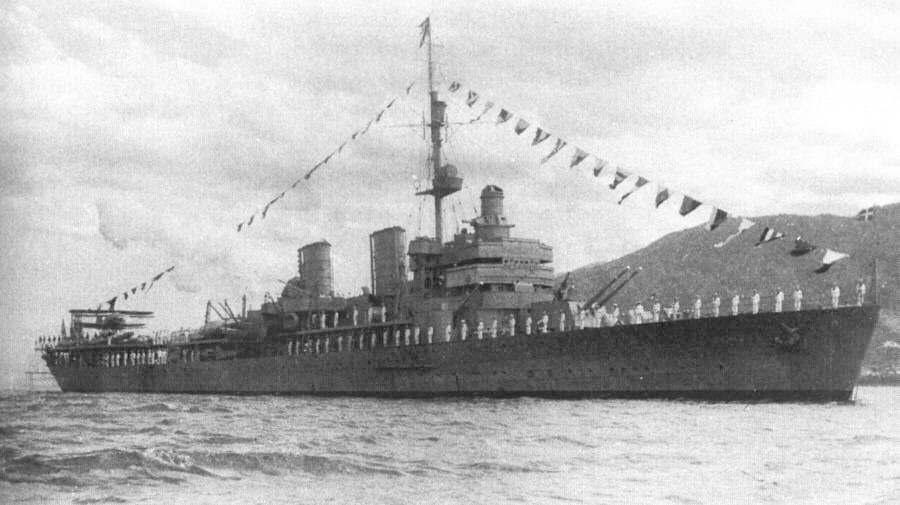
ゴトランド
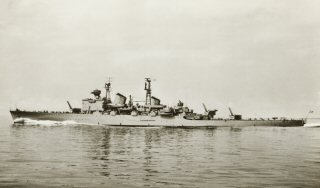
トレ・クロノール

### アルゼンチン
- ラ・アルヘンティーナ（1939年）

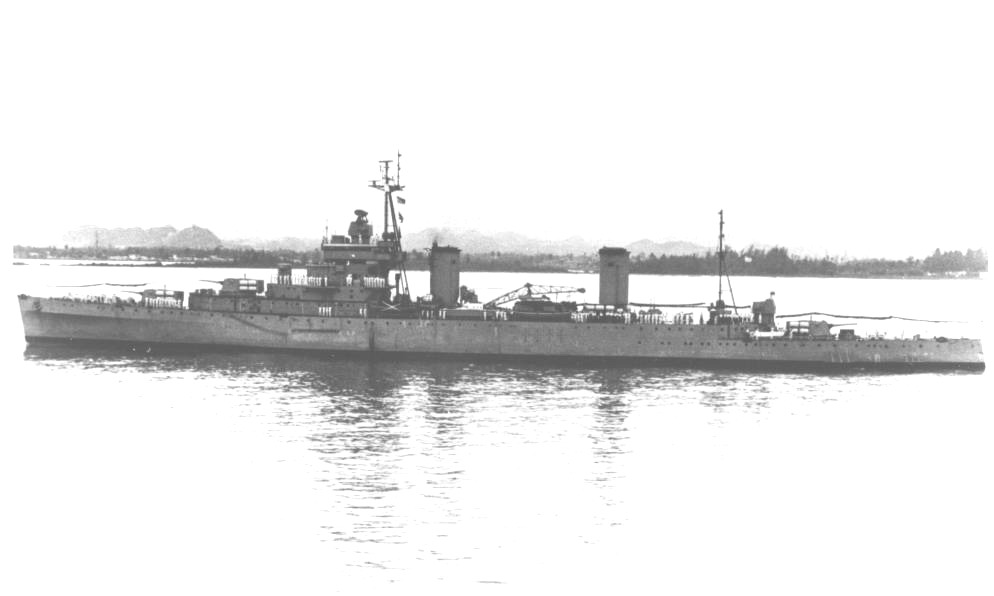
ラ・アルヘンティーナ